# Somewhere in Time
| 전문가 평가                      | 전문가 평가 |
| 평가 점수                        | 평가 점수   |
| 출처                             | 점수        |
| -------------------------------- | ----------- |
| AllMusic                         | [ 3 ]       |
| Collector's Guide to Heavy Metal | 7/10        |
| Kerrang!                         | 5/5         |
| Sputnikmusic                     | 4.5/5       |
| The Daily Vault                  | A           |

《Somewhere in Time》은 영국의 헤비 메탈 밴드 아이언 메이든의 여섯 번째 스튜디오 음반이다. 1986년 9월 29일, 영국 EMI 레코드에 의해, 미국 캐피틀 레코드에 의해 발매되었다. 이 밴드는 기타 신시사이저 피처링으로 한 첫 번째 음반이었다.
《Somewhere in Time》은 발매 이후 미국 음반 산업 협회로부터 플래티넘 인증을 받았으며, 미국에서 100만 장 이상이 팔렸다. Somewhere on Tour는 음반의 지원 투어였다.

## 배경
《Something in Time》은 1984년~1985년의 광범위한 World Slavery Tour에 이은 이 밴드의 첫 번째 스튜디오 노력이다. 이 투어는 331일 동안 지속되었고 187개의 콘서트로 구성되었다. 그 결과 생긴 피로는 리드 보컬리스트 브루스 디킨슨이 작곡에 전혀 참여하지 못한 주된 요인으로 여겨진다. 디킨슨이 쓴 곡들은 밴드의 다른 멤버들에 의해 거절당했다. 디킨슨은 여러 곡의 "어쿠스틱 기반" 노래를 썼으며, "우리는 우리만의 《Physical Graffiti》나 《Led Zeppelin IV》를 만들어야 한다고 느꼈다... 우리는 다른 수준으로 올라서야 했고, 그렇지 않으면 정체되어 흘러가 버릴 것 같았다"고 설명했다. 그러나 베이시스트이자 주요 작곡가인 스티브 해리스는 "그가 완전히 방향 감각을 잃었다"고 생각하며, "마지막 투어가 끝났을 때 그는 아마 누구보다 더 탈진했을 것"이라고 추측했다.

## 곡 목록
| #  | 제목                         | 작사·작곡       | 재생 시간 |
| -- | ---------------------------- | --------------- | --------- |
| 1. | 〈Caught Somewhere in Time〉 | 스티브 해리스   | 7:22      |
| 2. | 〈Wasted Years〉             | 아드리안 스미스 | 5:06      |
| 3. | 〈Sea of Madness〉           | 스미스          | 5:42      |
| 4. | 〈Heaven Can Wait〉          | 해리스          | 7:24      |

| #  | 제목                                           | 작사·작곡             | 재생 시간 |
| -- | ---------------------------------------------- | --------------------- | --------- |
| 5. | 〈The Loneliness of the Long Distance Runner〉 | 해리스                | 6:31      |
| 6. | 〈Stranger in a Strange Land〉                 | 스미스                | 5:43      |
| 7. | 〈Deja-Vu〉                                    | 데이브 머레이, 해리스 | 4:55      |
| 8. | 〈Alexander the Great〉                        | 해리스                | 8:35      |

## 인증
| 국가                                                  | 인증        | 판매량/출하량 |
| ----------------------------------------------------- | ----------- | ------------- |
| 브라질 (Pro-Música Brasil)                            | 골드        | 100,000*      |
| 캐나다 (뮤직 캐나다)                                  | 2× 플래티넘 | 200,000^      |
| 독일 (BVMI)                                           | 골드        | 250,000^      |
| 일본 (RIAJ)                                           | 골드        | 100,000       |
| 영국 (BPI)                                            | 골드        | 100,000^      |
| 미국 (RIAA)                                           | 1× 플래티넘 | 1,000,000^    |
| *판매량을 기반으로 한 인증 ^출하량을 기반으로 한 인증 |             |               |